# Cush drive
Cush drive is een patent van Royal Enfield motorfietsen.
In 1912 produceerde Royal Enfield een zijspancombinatie met 770 cc JAP-zijklepmotor met in de achternaaf van de motorfiets rubberblokken om de schokken in de transmissie op te vangen. Tegenwoordig hebben alle motorvoertuigen een of andere vorm van transmissiedemping.